# Beth Zabdaï
Beth Zabdaï ou Gezireh est une ville en Turquie, située sur la rive droite du Tigre, près de Gezireh-ibn-Omar (Cizre) dans la province de Diyarbakır à 250 km au nord de la ville irakienne de Mossoul.

Elle compte environ dix mille habitants, majoritairement catholiques.
Babaï le Grand, le pilier de l'Église assyrienne de l'Orient est né à Beth Ainata à Beth Zabdaï en 551.
C'est le siège de l'épiscopat de deux églises catholiques de rite oriental, l'une de rite Chaldéen, l'autre de rite syriaque.